# Karel Vejmelka
Karel Vejmelka (* 25. května 1996 Třebíč) je český hokejový brankář, který v současnosti nastupuje za Utah Mammoth v kanadsko americké NHL. V roce 2024 se stal mistrem světa jako trojka na MS.

## Hráčská kariéra
Je odchovancem třebíčského hokeje, kde nastupoval za výběry do 16, 18 a 20 let. Ve vstupním draftu 2015 si jej jako 145. celkově v 5. kole vybral tým Nashville Predators.
V NHL debutoval v dresu Arizony Coyotes hned ve druhém zápase sezóny 16. října 2021, inkasoval v základní hrací době jeden gól a byl vyhlášen první hvězdou zápasu. První čisté konto v NHL udržel v zápase 30. listopadu 2021 proti Winnipeg Jets, kdy kryl 46 střel a utvořil tak nový rekord v počtu zákroků pro první shutout kariéry v NHL. Dne 21. března 2022 podepsal nový tříletý kontrakt s Arizonou Coyotes.
Byl oceněn v anketě Sportovec kraje Vysočina v roce 2022 v kategorii Sportovní výkon roku. V roce 2024 obdržel ocenění Sportovec města Třebíče 2023 v kategorii Sportovní hvězda Třebíče.

## Ocenění a úspěchy
- 2023 MS – Top tří nejlepších hráčů v týmu

## Prvenství

### ČHL
- Debut – 30. listopadu 2014 (HC ČSOB Pojišťovna Pardubice proti HC Verva Litvínov)
- První inkasovaný gól – 30. listopadu 2014 (HC ČSOB Pojišťovna Pardubice proti HC Verva Litvínov, českým útočníkem Robinem Hanzlem)
- První vychytaná nula – 8. března 2015 (HC ČSOB Pojišťovna Pardubice proti HC Vítkovice Steel)

### NHL
- Debut – 16. října 2021 (Buffalo Sabres proti Arizona Coyotes)
- První inkasovaný gól – 16. října 2021 (Buffalo Sabres proti Arizona Coyotes, kanadským útočníkem Cody Eakin)
- První vychytaná nula – 29. listopadu 2021 (Winnipeg Jets proti Arizona Coyotes)

## Statistiky

### Základní části
| Sezona       | Tým                      | Liga         | Z   | V  | P  | Pvp | MIN   | OG  | ČK | POG  | %ChS |
| ------------ | ------------------------ | ------------ | --- | -- | -- | --- | ----- | --- | -- | ---- | ---- |
| 2013–14      | HC Dynamo Pardubice      | ČHL-20       | 36  | 16 | 20 | 0   | 2053  | 88  | 1  | 2.57 | .930 |
| 2014–15      | HC Dynamo Pardubice      | ČHL-20       | 37  | 21 | 16 | 0   | 2222  | 94  | 2  | 2.54 | .928 |
| 2014–15      | HC Dynamo Pardubice      | ČHL          | 7   | 4  | 3  | 0   | 419   | 20  | 0  | 2.86 | .923 |
| 2014–15      | SK Horácká Slavia Třebíč | 1.ČHL        | 3   | 1  | 2  | 0   | 176   | 4   | 0  | 1.36 | .953 |
| 2015–16      | HC Dynamo Pardubice      | ČHL          | 1   | 0  | 1  | 0   | 44    | 1   | 0  | 1.36 | .933 |
| 2015–16      | HC Kometa Brno           | ČHL          | 5   | 2  | 3  | 0   | 163   | 4   | 1  | 1.47 | .941 |
| 2015–16      | SK Horácká Slavia Třebíč | 1.ČHL        | 42  | 21 | 21 | 0   | 2425  | 106 | 0  | 2.62 | .920 |
| 2016–17      | HC Kometa Brno           | ČHL          | 31  | 14 | 17 | 0   | 1729  | 72  | 3  | 2.50 | .905 |
| 2016–17      | SK Horácká Slavia Třebíč | 1.ČHL        | 10  | 6  | 4  | 0   | 595   | 23  | 1  | 2.32 | .929 |
| 2017–18      | HC Kometa Brno           | ČHL          | 6   | 3  | 3  | 0   | 364   | 11  | 2  | 1.81 | .937 |
| 2017–18      | HC Dukla Jihlava         | ČHL          | 4   | 0  | 4  | 0   | 240   | 10  | 0  | 2.50 | .901 |
| 2017–18      | SK Horácká Slavia Třebíč | 1.ČHL        | 14  | 7  | 7  | 0   | 803   | 31  | 2  | 2.32 | .908 |
| 2018–19      | HC Kometa Brno           | ČHL          | 31  | 17 | 14 | 0   | 1762  | 70  | 1  | 2.38 | .915 |
| 2018–19      | SK Horácká Slavia Třebíč | 1.ČHL        | 10  | 6  | 4  | 0   | 616   | 21  | 1  | 2.05 | .925 |
| 2019–20      | HC Kometa Brno           | ČHL          | 43  | 22 | 19 | 0   | 2414  | 109 | 3  | 2.71 | .911 |
| 2020–21      | HC Kometa Brno           | ČHL          | 35  | 14 | 21 | 0   | 2020  | 94  | 3  | 2.79 | .911 |
| 2021–22      | Arizona Coyotes          | NHL          | 52  | 13 | 32 | 3   | 2773  | 170 | 1  | 3.68 | .898 |
| 2022–23      | Arizona Coyotes          | NHL          | 50  | 18 | 24 | 6   | 2941  | 168 | 3  | 3.43 | .900 |
| 2023–24      | Arizona Coyotes          | NHL          | 38  | 13 | 19 | 2   | 2040  | 112 | 1  | 3.29 | .897 |
| Celkem v ČHL | Celkem v ČHL             | Celkem v ČHL | 163 | 77 | 84 | 0   | 9,155 | 391 | 13 | 2.56 | .913 |
| Celkem v NHL | Celkem v NHL             | Celkem v NHL | 140 | 44 | 75 | 11  | 7,754 | 450 | 5  | 3.50 | .899 |

### Play-off
| Sezona       | Tým                 | Liga         | Z  | V | P | MIN | OG | ČK | POG  | %ChS |
| ------------ | ------------------- | ------------ | -- | - | - | --- | -- | -- | ---- | ---- |
| 2014–15      | HC Dynamo Pardubice | ČHL          | 6  | 3 | 3 | 338 | 17 | 1  | 3.02 | .916 |
| 2020–21      | HC Kometa Brno      | ČHL          | 8  | 3 | 5 | 451 | 18 | 0  | 2.39 | .910 |
| Celkem v ČHL | Celkem v ČHL        | Celkem v ČHL | 14 | 6 | 8 | 789 | 35 | 1  | 2.66 | .913 |

### Reprezentace
| Rok                       | Tým                       | Soutěž                    | Z  | V | P | MIN | OG | ČK | POG  | %ChS |
| ------------------------- | ------------------------- | ------------------------- | -- | - | - | --- | -- | -- | ---- | ---- |
| 2022                      | Česko                     | MS                        | 8  | 5 | 3 | 413 | 17 | 1  | 2.46 | .896 |
| 2023                      | Česko                     | MS                        | 4  | 2 | 2 | 236 | 7  | 1  | 1.78 | .944 |
| 2025                      | Česko                     | MS                        | 1  | 1 | 0 | 62  | 4  | 0  |      |      |
| Seniorská kariéra celkově | Seniorská kariéra celkově | Seniorská kariéra celkově | 13 | 8 | 5 | 711 | 28 | 2  | 2.21 | .917 |